# Partido Social Cristiano (Ecuador)
El Partido Social Cristiano (PSC) es un partido político ecuatoriano de centro con vocación social cristiana. Fundado en 1951 por Camilo Ponce Enríquez y Sixto Durán Ballén es uno de los partidos más antiguos del país aún en vigencia. Ocupa la lista 6 en el registro electoral ecuatoriano. Actualmente, el presidente del partido es Alfredo Serrano.

## Historia

### Orígenes y gobierno de Ponce Enríquez
En 1939, surge el Frente Nacional, una agrupación liderada por Camilo Ponce Enríquez, que luchaba por la implantación del sufragio universal en el Ecuador. Dicha agrupación se transformó en el Frente Democrático, siendo parte de la La Gloriosa del 44, que derrocó a Carlos Arroyo del Río e instaló una junta provisional, en la que el FD estuvo representado por Ponce Enríquez, hasta la llegada de José María Velasco Ibarra. El FD surgió como un movimiento político conservador quiteño, con una agenda política más progresista que el Partido Conservador Ecuatoriano (PCE), por lo que fue un puente entre conservadores y velasquistas. Juntos formaron la coalición Frente Electoral Velasquista (FEV), para las elecciones a la Asamblea Constituyente de 1944. Ponce Enríquez fue parte del segundo gobierno de Velasco Ibarra, y luego del gobierno de su sucesor Mariano Suárez Veintimilla. En las elecciones presidenciales de 1952, Ponce Enríquez y su plataforma política apoyaron a Velasco Ibarra, quien, tras su triunfo en dichos comicios, lo nombró como Ministro de Gobierno.
Es en esa coyuntura, que con la base del FD, el 13 de noviembre de 1951 nace el Movimiento Social Cristiano (MSC), fundado por Camilo Ponce Enríquez, Sixto Durán-Ballén y otros políticos conservadores de la sierra. El MSC debutó en las elecciones presidenciales de 1956, con Ponce Enríquez como candidato presidencial, apoyado por el oficialismo de Velasco Ibarra, el PCE y la Acción Revolucionaria Nacionalista Ecuatoriana (ARNE) en una coalición de derecha denominada Alianza Popular. Ponce Enríquez triunfó con el 29,02% de votos, frente al 28,52% obtenido por el candidato liberal, Raúl Clemente Huerta.
Al poco tiempo de asumir el gobierno, Ponce Enríquez rompería con el velasquismo. Realizó diversas obras, tales como: los edificios del Palacio Legislativo, de la Cancillería, del Instituto de Seguridad Social, del Hotel Quito, de las residencias universitarias, los aeropuertos de Quito y Guayaquil, la restauración del Palacio del Gobierno y de la sala capitular de San Agustín, el Puerto Marítimo de Guayaquil, el Estadio Modelo, el inicio del Puente de la Unidad Nacional, el puente de Las Juntas, el túnel de Agoyán, la Escuela Superior Politécnica del Litoral, entre otras.
No obstante, su mandato se empañó con la Masacre de Guayaquil de 1959, una brutal represión de una manifestación estudiantil, surgida en Guayaquil, como solidaridad tras la represión de una protesta popular en Portoviejo en la que se linchó al capitán Galo Quevedo, ya que este había maltratado al conscripto Pablo García Macías, quien se suicidó. El 2 de junio de 1959, los estudiantes pidieron la renuncia de varios funcionarios del gobierno, no obstante, la manifestación fue reprimida: en el acto murieron varios estudiantes, cuyos cadáveres en su mayoría fueron escondidos por la policía, lo aumentó la indignación popular. Se sumaron a la causa universitarios y desempleados que entre el 2 y 3 de junio atacaron y dieron muerte a varios policías. El 3 de junio, luego de que se lograra rescatar y sepultar los cuerpos de seis de los estudiantes asesinados, los manifestantes intentaron incendiar el Cuartel Modelo de la policía y luego la jefatura de seguridad, núcleo de la pesquisa poncista. Mientras tanto, delincuentes infiltrados que aprovecharon la situación saquearon la casa de empeños y agravaron el caos en la ciudad. El gobierno decretó la Ley Marcial, tras lo cual los tanques del Ejército, apoyados por la Marina, recibieron la orden, transmitida por el propio presidente, de abrir fuego contra la muchedumbre. La artillería militar contaba con ametralladoras antiaéreas que dispararon a quemarropa a todo el que se encontraba en las calles. Fuentes de testigos presenciales afirman que los muertos fueron varios centenares, entre 500 y 800, dependiendo de las fuentes.

### Dictaduras y retorno a la democracia
Tras esta gran masacre, que manchó gravemente la imagen de Ponce Enríquez, el MSC desistió de participar en las elecciones presidenciales de 1960 y se adhirió a la coalición Acción Demócrata Cristiana, que candidateó a Gonzalo Cordero Crespo. En dichos comicios triunfó Velasco Ibarra, mientras Cordero Crespo quedó en tercer lugar, con el 22,44%. Luego de terminar su mandato, Ponce Enríquez se mantuvo discretamente alejado de la política. Para 1967, el MSC se transformó en el Partido Social Cristiano y en las elecciones presidenciales de 1968, Ponce Enríquez intentó volver al poder, con una coalición entre el PSC y el PCE, denominada Alianza Popular. Sin embargo, triunfó nuevamente Velasco Ibarra, quedando Ponce Enríquez en tercer lugar, con el 30,44% de la votación. En las elecciones seccionales de 1970, Sixto Durán-Ballén fue electo alcalde de Quito. Para 1972, Ponce Enríquez iba a ser nuevamente el candidato presidencial del PSC; no obstante, las elecciones no se realizaron debido al golpe de Estado que estableció la dictadura militar de Guillermo Rodríguez Lara. El nuevo régimen ratificó en el cargo a Durán-Ballén, quien se consolidó como líder del partido, tras la muerte de Camilo Ponce Enríquez en 1976. 
Una vez que se estableció un retorno a la democracia, el PSC encabezó una gran coalición de derecha, denominada Frente Nacional Constitucionalista, y postuló a Durán-Ballén en las elecciones presidenciales de 1978-1979. El candidato socialcristiano obtuvo el segundo lugar, con el 23,86% de los votos, pasando al balotaje, en el que, por su afinidad con la dictadura militar, fue ampliamente derrotado por Jaime Roldós, logrando apenas el 31,1% de votación. En las simultáneas elecciones legislativas, el PSC consiguió 3 escaños. Uno de los diputados electos fue León Febres-Cordero Ribadeneyra, quien fue uno de los mayores opositores a los gobiernos de Roldós y Osvaldo Hurtado, por lo que ganó gran popularidad. Es por ello que Febres-Cordero fue escogido como candidato presidencial del partido para las elecciones presidenciales de 1984, en la que nuevamente el PSC lideró una gran alianza de derecha, esta vez nombrada como Frente de Reconstrucción Nacional. En aquellos comicios, León Febres-Cordero obtuvo el segundo lugar, alcanzando el 27,20%; no obstante, en el balotaje venció al candidato de la Izquierda Democrática (ID), Rodrigo Borja, con el 51,54% de votos.

### Gobierno de Febres-Cordero y primera crisis

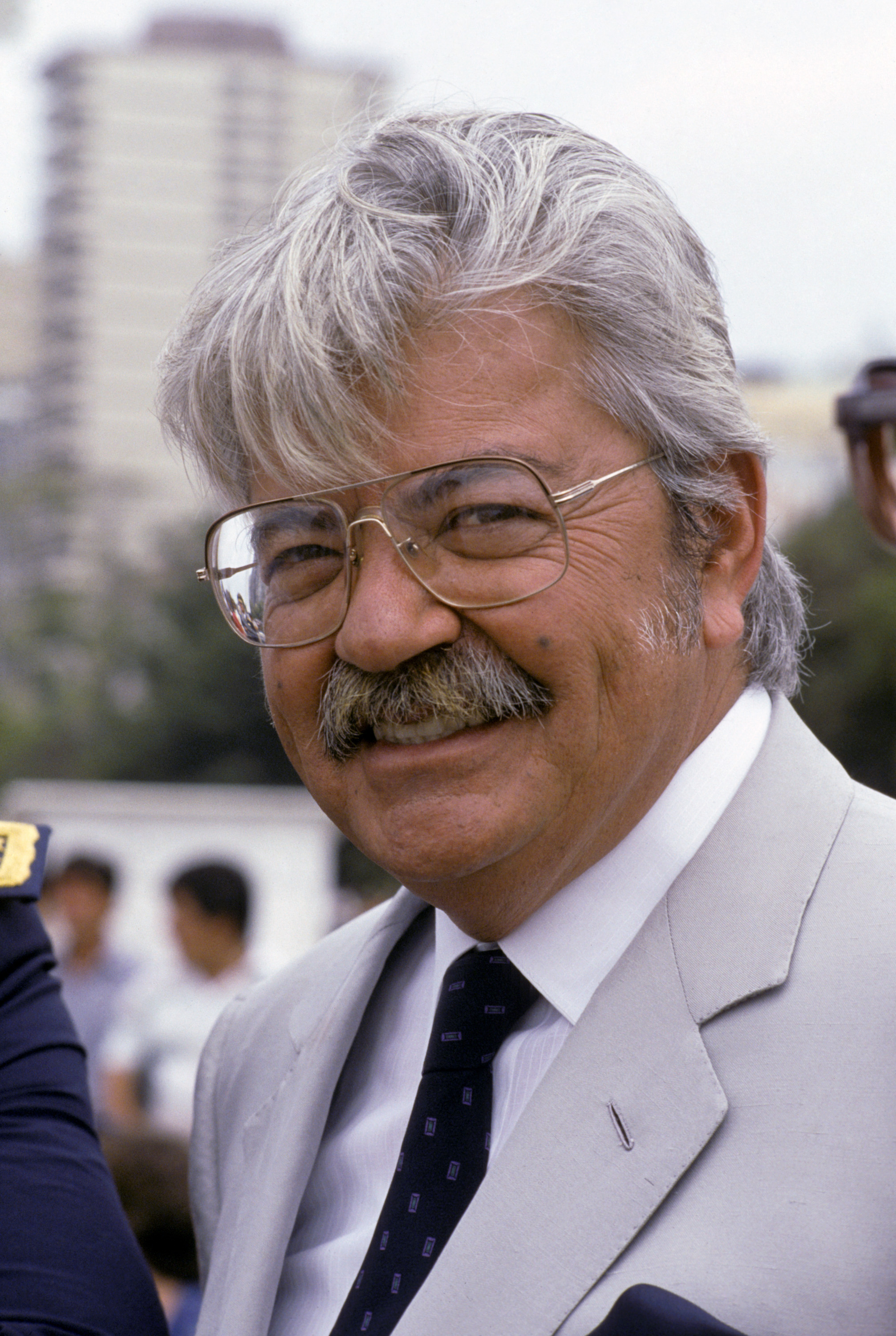
León Febres-Cordero, tercer líder del PSC, Presidente de Ecuador entre 1984 y 1988.

El gobierno de Febres-Cordero se caracterizó por graves violaciones a los derechos humanos, especialmente desapariciones forzadas. Durante su gobierno se crearon «escuadrones de la muerte» dedicados a castigos y ejecuciones sumarias. Rodeó con tanques de guerra la Corte Suprema de Justicia, para así evitar la toma de posesión de su nuevo presidente, el cual según el gobierno de Febres-Cordero era ilegal. Entre los casos de atropello a los derechos humanos, uno de los más conocidos es el caso de la desaparición de los hermanos Carlos y Pedro Restrepo Arismendi, y el de la tortura, violación y ejecución extrajudicial de la profesora Consuelo Benavides, detenida por miembros de la Fuerza Naval. 
Tras su ascenso al poder, León Febres-Cordero se convirtió en el nuevo líder del PSC, encabezando una facción neoliberal, que desplazó a Durán-Ballén y la facción conservadora del partido. Este cambio, también produjo que la popularidad del partido, se desplace de Quito y la región sierra, hacia Guayaquil y la región costa, pues, hasta la llegada de Febres-Cordero a la presidencia, la dirigencia y el electorado del Partido Social Cristiano se localizaban en la urbe capitalina, pero, a partir de entonces, la popularidad del PSC disminuyó notablemente en la región interandina, mientras Guayaquil se consolidó como su nuevo bastión político. Por tal motivo, y ante la baja popularidad del gobierno, se decidió que el candidato presidencial del partido para los comicios de 1988, sea nuevamente Sixto Durán-Ballén, con la finalidad de recuperar al electorado de la sierra. Sin embargo, Durán-Ballén quedó en el tercer lugar, con el 14,72% de la votación.
Para las elecciones presidenciales de 1992, Sixto Durán-Ballén buscó nuevamente ser nominado por el partido, pero el candidato escogido por Febres-Cordero fue Jaime Nebot. Durán-Ballén consideró al acto como una imperdonable traición, por lo que se desafilió del PSC, formando una nueva tienda política, el Partido Unidad Republicana (PUR), en el que terció en dichas elecciones. En aquellas votaciones, Nebot logró el segundo lugar, con el 25,03% y en el balotaje, fue vencido por Durán-Ballén, quedándose con el 42,68%. En las simultáneas elecciones seccionales de 1992, León Febres-Cordero fue electo alcalde de Guayaquil. El PSC tuvo su revancha en el Congreso, ya que fueron uno de los impulsores del juicio político al vicepresidente Alberto Dahik. En los comicios presidenciales de 1996, Jaime Nebot fue nuevamente el candidato del PSC. Esta vez, ganó la primera vuelta, con el 27,17%, pero perdería el balotaje frente a Abdalá Bucaram, quedándose con el 45,53%. No obstante, en las paralelas elecciones legislativas, consiguieron 24 curules, por lo que formaron un sólido bloque parlamentario. Por su parte, en las paralelas elecciones seccionales de 1996 Febres-Cordero fue reelecto como alcalde de Guayaquil.

### Partidocracia
En 1997, el PSC se alió con la Democracia Popular (DP) y el Frente Radical Alfarista (FRA) para propiciar la caída del gobierno de Bucaram, apoyando la toma del poder del presidente del parlamento, Fabián Alarcón, repartiéndose el poder entre los tres partidos. Como parte del pacto, el socialcristiano Heinz Moeller fue electo como presidente del Congreso, tras la ascensión de Alarcón. En las elecciones presidenciales de 1998, el PSC apoyó la candidatura de Jamil Mahuad de la DP, quien resultó electo. Es así que al iniciar el gobierno de Mahuad, se mantuvo el pacto entre el PSC, el FRA y la DP, y el socialcristiano Carlos Falquez fue electo Primer Vicepresidente del Congreso. Al estallar la crisis económica en Ecuador de 1999, el Partido Social Cristiano tomó distancia del gobierno, evitando empañar su imagen ante la caída del gobierno de Mahuad. En las elecciones seccionales de 2000, Jaime Nebot sucedió a León Febres-Cordero en la alcaldía guayaquileña.
Para los comicios presidenciales de 2002, el candidato del partido fue Xavier Neira, quien obtuvo el quinto lugar, con el 12,10% de la votación, el peor resultado del partido hasta ese momento. El ganador de aquellas elecciones, fue Lucio Gutierrez, quien, a pesar de candidatearse bajo una plataforma política de izquierda, una vez en el poder, realizó un viraje a la derecha, aliándose con el PSC. En las elecciones seccionales de 2004, el PSC fue el partido más votado, obteniendo 4 prefecturas y 63 alcaldías, incluyendo la reelección de Jaime Nebot como alcalde de Guayaquil. Aquel año, ante la caída de la popularidad de Gutiérrez, rompieron su alianza con el gobierno y pasaron a la oposición, siendo uno de los partidos que apoyaron la asunción del vicepresidente Alfredo Palacio, tras el derrocamiento de Gutiérrez en la Rebelión de los forajidos, en abril de 2005. Inclusive fue la legisladora socialcristiana, Cynthia Viteri quien juramentó a Palacio como presidente. Debido a su trayectoria en el parlamento, Viteri fue la candidata presidencial del partido en las elecciones presidenciales de 2006. Obtuvo nuevamente el quinto puesto, con apenas el 9,63% de votos; mientras en las simultáneas elecciones legislativas, su bancada se redujo de 26 a 13 diputados. El revés electoral se dio debido a diferencias políticas entre sus máximas figuras, León Febres-Cordero y Jaime Nebot.

### Declive

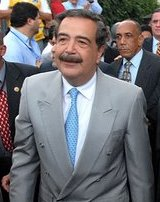
Jaime Nebot, cuarto líder del PSC, Alcalde de Guayaquil entre 2000 y 2019.

Al iniciar el gobierno de Rafael Correa, el PSC integró un bloque legislativo junto al Partido Renovador Institucional Acción Nacional (PRIAN), el Partido Sociedad Patriótica 21 de Enero (PSP) y la Democracia Popular (DP), denominado popularmente como "la empacadora", con el que, formando mayoría parlamentaria, buscó sabotear el llamado a consulta popular realizado por Correa para instalar una Asamblea Constituyente. Para ello, "la empacadora" buscó defenestrar al presidente del Tribunal Supremo Electoral (TSE), luego de que el organismo anunciara que se viabilizaría el pedido de consulta del presidente; por lo que el TSE destituyó a 57 diputados de dicho bloque (entre ellos 10 del PSC), pasando a ser minoría y frustrando su cometido por considerar que estaban interfiriendo en el proceso electoral.
Una vez realizado el llamamiento a referéndum, el PSC, junto a los demás partidos de derecha, hizo campaña a favor del No, siendo amplamente derrotados, pues obtuvieron apenas el 12,43%. Había iniciado el declive de los partidos tradicionales, incluyendo al PSC, cuyo apoyo popular descendió considerablemente. Es así que en las posteriores elecciones a la Asamblea Constituyente de 2007, el partido obtuvo apenas 5 curules. Una vez redactada la constitución, el PSC y Jaime Nebot, junto con el PSP y Lucio Gutiérrez, fueron los principales protagonistas de la campaña en contra de su aprobación. En el referéndum constitucional de 2008 el No obtuvo el 28,1% de votos. Debido a este panorama, en las elecciones presidenciales de 2009, el PSC se abstuvo de participar o apoyar a algún candidato, terciando solamente en las elecciones legislativas, en las que logró 11 escaños. El peor resultado lo tuvo en los paralelos comicios seccionales, en los que el partido no obtuvo ninguna prefectura, logrando apenas nueve alcaldías, entre ellas, la reelección de Nebot en Guayaquil.
León Febres-Cordero murió en 2008, y Nebot, viendo el declive del PSC, fundó el Movimiento Cívico Madera de Guerrero (MDG) para mejorar sus oportunidades de reelección como alcalde. Ambas tiendas políticas participan juntas en Guayas, siendo en la práctica el MDG un "partido títere" del PSC, puesto que Nebot lidera a ambas. En las elecciones presidenciales de 2013, el partido se mantuvo ausente, participando solamente en los comicios legislativos, en los que consiguió 8 escaños. En las elecciones seccionales de 2014, el PSC continuó teniendo resultados discretos, alcanzando apenas una prefectura y 11 alcaldías, entre ellas, nuevamente Nebot consiguió su reelección en la alcaldía guayaquileña.
Es en esta coyuntura que, tras las elecciones de 2014, Jaime Nebot busca unificar a toda la oposición al gobierno de Rafael Correa, para presentar una candidatura unificada para las elecciones presidenciales de 2017. Con este objetivo, Nebot lideró una reunión de alcaldes y prefectos de la oposición, realizada en septiembre de 2014, en Guaranda. En febrero de 2015, tras una reunión similar en Cuenca, nació "La Unidad", una coalición conformada por varios partidos y figuras políticas opositoras a Correa. Aunque en el discurso, se afirmó que en La Unidad se establecería una candidatura presidencial por consenso, en julio de 2016, Nebot y el PSC impusieron la candidatura de Cynthia Viteri, lo que generó el resquebrajamiento de la alianza. Para octubre de 2016, la mayoría de partidos y figuras políticas había abandonado la coalición, por lo que fue finalmente disuelta, y el partido presentó a Viteri en solitario en los comicios presidenciales, logrando el tercer puesto, con el 16,32% de votación; mientras, en las simultáneas elecciones legislativas, el PSC logró 16 escaños. En el balotaje, el PSC se decantó por apoyar la candidatura de Guillermo Lasso.

### Resurgimiento

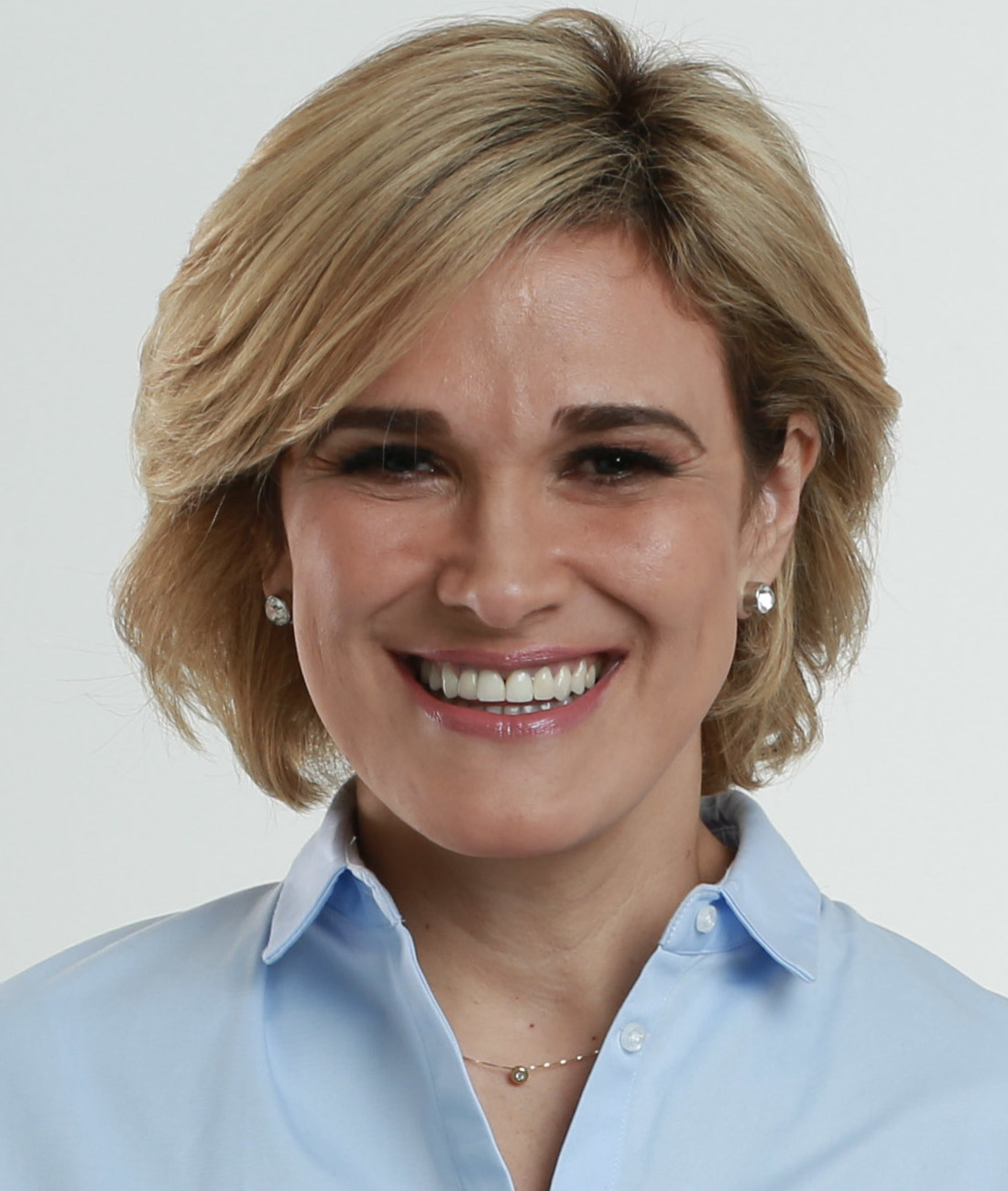
Cynthia Viteri, alcaldesa de Guayaquil entre 2019 y 2023, considerada como sucesora política de Nebot hasta su derrota electoral en 2023.

De manera similar que en el gobierno de Gutiérrez, cuando Lenín Moreno realizó un viraje hacia la derecha, el PSC se convirtió en aliado del oficialismo. Es así que apoyaron la elección vicepresidencial de Otto Sonnenholzner en el parlamento. Ante el declive de Alianza PAIS, el PSC tuvo un resurgimiento, dado en los comicios seccionales de 2019, en los que logró ocho prefecturas y 43 alcaldías, destacándose la elección de Viteri en la alcaldía de Guayaquil, sucediendo a Nebot. El respaldo del partido al gobierno de Moreno se ratificó durante el Paro Nacional de 2019, en el que Nebot y Viteri convocaron a una manifestación masiva en respaldo al oficialismo.
En aquella ocasión, Jaime Nebot se pronunció de forma despectiva hacia los manifestantes indígenas, que protestaban en contra de Moreno. Las declaraciones de Nebot fueron repudiadas por la opinión pública, constándole su carrera presidencial, puesto que era uno de los precandidatos con mayor intención de voto en las encuestas rumbo a las elecciones presidenciales de 2021. Con Nebot fuera de la contienda, el partido decidió adherirse a la candidatura de Guillermo Lasso, mediante un pacto en el que el poder iba a ser repartido entre el Movimiento CREO, tienda política de Lasso y el PSC. Lasso resultó electo, mientras en las elecciones parlamentarias, el PSC logró 18 escaños. No obstante, al instalarse la Asamblea Nacional, CREO rompió la alianza con el PSC, puesto que se había pactado la elección de Henry Kronfle (del PSC), como presidente del parlamento; sin embargo, CREO apoyó a Guadalupe Llori. Ante esto, el partido tomó la resolución de pasar a la oposición, expulsando a todo miembro del PSC que integró el gobierno de Lasso.
En las elecciones seccionales de 2023, el PSC sufriría un revés electoral al perder la alcaldía de Guayaquil y la prefectura del Guayas donde sus candidatas Cynthia Viteri y Susana González Rosado perderían la reelección. A nivel nacional, el partido obtuvo dos prefecturas y 28 alcaldías. En el parlamento, el partido fue uno de los propulsores del Juicio político de Guillermo Lasso, no obstante, durante el proceso perdió cuatro legisladores, acusados de "haberse vendido" al gobierno. Ante su inminente destitución, Lasso disolvió el parlamento llamando a elecciones extraordinarias. En dichos comicios, el partido resolvió apoyar la candidatura de Jan Topić, junto con Centro Democrático (CD) y el Partido Sociedad Patriótica (PSP), en una coalición llamada "Por Un País Sin Miedo". Topić alcanzó el 14,67%, quedándose con el cuarto lugar. En los paralelos comicios legislativos, el PSC obtuvo 16 curules. En la segunda vuelta, Topić y el PSC brindaron su apoyo a Daniel Noboa, resultando electo.

### Actualidad
El PSC pactó un acuerdo de gobernabilidad con el gobierno de Daniel Noboa consiguiendo el 17 de noviembre de 2023 la presidencia del parlamento para el socialcristiano Henry Kronfle. En la consulta popular de 2024, convocada por Noboa, el partido ratificó su apoyo al oficialismo, respaldando el llamamiento.
En abril de 2024, el PSC anuncia el fin del acuerdo de gobernabilidad con el gobierno de Daniel Noboa, pasando a la oposición.
En abril de mismo año, el asambleísta socialcristiano Carlos Vera Mora presenta una solicitud de juicio político contra Juan Zapata Silva, ex Ministro del Interior del gobierno de Guillermo Lasso. Zapata fue censurado el 29 de mayo de 2024 con 118 votos por el parlamento.
El 14 de junio de 2024, la bancada socialcristiana junto a los legisladores del Movimiento Revolución Ciudadana (RC), Movimiento Construye (MC) y Pachakutik (MUPP) no aprueban autorizar el enjuiciamiento de la vicepresidenta Verónica Abad por el presunto delito de concusión en la Asamblea Nacional.
El 29 de octubre de 2024, el asambleísta socialcristiano Otto Vera es elegido primer vicepresidente de la Asamblea Nacional.
El 27 de diciembre de 2024, la bancada socialcristiana junto a legisladores de Construye y la Revolución Ciudadana destituyen a Juan Esteban Guarderas como Consejero del Consejo de Participación Ciudadana y Control Social.
Para las elecciones presidenciales de 2025, el PSC presenta la candidatura del expresidente del parlamento, Henry Kronfle. Kronfle obtuvo el quinto lugar con el 0.71% mientras en las simultáneas elecciones legislativas, obtuvo solo 4 escaños, el peor resultado de su historia. En el balotaje, el PSC apoyó a Daniel Noboa, resultando reelecto.

## Directiva

### Presidentes nacionales del PSC
| Presidente                 | Presidente                  | Período       |
| -------------------------- | --------------------------- | ------------- |
| Marcelo Santos Vera        | Marcelo Santos Vera         | 1968 - 1970   |
| Luis Ponce Palacios        | Luis Ponce Palacios         | 1978          |
|                            | Marco Lara Guzmán           | 1978 - 1979   |
| Jorge Haz Villagómez       | Jorge Haz Villagómez        | 1979 - 1980   |
| Camilo Ponce Gangotena     | Camilo Ponce Gangotena      | 1980 - 1982   |
| Eduardo Carmigniani Garcés | Eduardo Carmigniani Garcés  | 1982 - 1984   |
| Camilo Ponce Gangotena     | Camilo Ponce Gangotena      | 1984 - 1988   |
|                            | Marco Lara Guzmán           | 1988 - 1990   |
|                            | Jaime Nebot Saadi           | 1990 - 1991   |
| Camilo Ponce Gangotena     | Camilo Ponce Gangotena      | 1991 - 1992   |
| Eduardo Paz Domínguez      | Eduardo Paz Domínguez       | 1993 - 1994   |
|                            | Nicolás Lapentti Carrión    | 1994          |
|                            | Jaime Nebot Saadi           | 1994 - 1998   |
| Eduardo Villaquirán Lebed  | Eduardo Villaquirán Lebed   | 1998          |
| César Acosta Vásquez       | César Acosta Vásquez        | 1998          |
|                            | Pascual del Cioppo Aragundi | 1998 - 2021   |
|                            | Carlos Falquez Batallas     | 2021          |
|                            | Alfredo Serrano Valladares  | 2021-presente |

## Resultados electorales

### Presidenciales
| Año  | Candidatos            | Candidatos            | 1a Vuelta             | 1a Vuelta             | 2a Vuelta             | 2a Vuelta             | Resultado             | Notas                                                         |
| Año  | Presidente            | Vicepresidente        | Votos                 | %                     | Votos                 | %                     | Resultado             | Notas                                                         |
| ---- | --------------------- | --------------------- | --------------------- | --------------------- | --------------------- | --------------------- | --------------------- | ------------------------------------------------------------- |
| 1956 | Camilo Ponce          | Francisco Illingworth | 178,424               | 29.02%                |                       |                       | Electo                | Triunfo más ajustado de la historia. Parte de Alianza Popular |
| 1960 | Gonzalo Cordero       | Héctor Romero         | 172.117               | 22,44%                |                       |                       | 3° lugar              | En alianza con Partido Conservador Ecuatoriano y ARNE         |
| 1968 | Camilo Ponce          | Roberto Nevárez       | 259,833               | 30.44%                |                       |                       | 3° lugar              | En alianza con Partido Conservador Ecuatoriano                |
| 1979 | Sixto Durán-Ballén    | José Icaza Roldós     | 328,461               | 23,86%                | 471,657               | 31,51%                | 2° lugar              | Parte del Frente Nacional Constitucionalista                  |
| 1984 | León Febres-Cordero   | Blasco Peñaherrera    | 600,563               | 27.20%                | 1,381,709             | 51.54%                | Electo                | Parte del Frente de Reconstrucción Nacional                   |
| 1988 | Sixto Durán-Ballén    | Pablo Baquerizo Nazur | 447,672               | 14.72%                |                       |                       | 3° lugar              | En alianza con Partido Conservador Ecuatoriano                |
| 1992 | Jaime Nebot           | Galo Vela             | 855,234               | 25.03%                | 1,598,707             | 42.68%                | 2° lugar              | Se definió en la segunda vuelta junto a Sixto Durán Ballén    |
| 1996 | Jaime Nebot           | Diego Cordovez        | 1,035,101             | 27.17%                | 1,910,651             | 45.43%                | 2° lugar              | Triunfo en primera vuelta                                     |
| 1998 | No presentó candidato | No presentó candidato | No presentó candidato | No presentó candidato | No presentó candidato | No presentó candidato | No presentó candidato | No presentó candidato                                         |
| 2002 | Xavier Neira          | Álvaro Pérez          | 553,106               | 12.10%                |                       |                       | 5° lugar              | Primera vez en quinto lugar                                   |
| 2006 | Cynthia Viteri        | Ernesto Dávalos       | 525,728               | 9.63%                 |                       |                       | 5° lugar              | Primera candidata mujer del partido                           |
| 2009 | No presentó candidato | No presentó candidato | No presentó candidato | No presentó candidato | No presentó candidato | No presentó candidato | No presentó candidato | No presentó candidato                                         |
| 2013 | No presentó candidato | No presentó candidato | No presentó candidato | No presentó candidato | No presentó candidato | No presentó candidato | No presentó candidato | No presentó candidato                                         |
| 2017 | Cynthia Viteri        | Mauricio Pozo         | 1,540,903             | 16.32%                |                       |                       | 3° lugar              | Mejor resultado electoral desde 2002                          |
| 2021 | Guillermo Lasso       | Alfredo Borrero       | 1,829,378             | 19.74%                | 4,656,426             | 52.36%                | Electo                | En alianza con el Movimiento CREO                             |
| 2023 | Jan Topic             | Diana Jácome          | 1,446,812             | 14.67%                |                       |                       | 4° lugar              | Parte de la alianza Por un País Sin Miedo                     |
| 2025 | Henry Kronfle         | Dallyana Passailaigue | 73 293                | 0.71%                 |                       |                       | 5° lugar              | Peor resultado de su historia                                 |

### Elecciones legislativas

#### Congreso de 1979-2006
|  | 7.48 % |

|  | 14.7 % |

|  | 12.6 % |

|  | 11.26 % |

|  | 24.4 % |

|  | 23.45 % |

|  | 26.4 % |

|  | 29.15 % |

|  | 24.82 % |

|  | 23.8 % |

|  | 26.00 % |

|  | 15.00 % |

#### Asamblea Nacional 2007-actualidad
|  | 1.57 % |

|  | 13.32 % |

|  | 8.99 % |

|  | 15.90 % |

|  | 9.73 % |

|  | 11.88 % |

|  | 3.17 % |

### Parlamentarios Andinos
|  | 43.00 % |

|  | 18.00 % |

|  | 22.3 % |

|  | 8.99 % |

|  | 16,79 % |

|  | 12.26 % |

|  | 4.56 % |

### Elecciones seccionales
|  | 0.00 % |

|  | 0.00 % |

|  | 0.00 % |

|  | 8.00 % |

|  | 0.00 % |

|  | 8.00 % |

|  | 40.00 % |

|  | 14.80 % |

|  | 23.87 % |

|  | 29.63 % |

|  | 22.73 % |

|  | 24.04 % |

|  | 18.18 % |

|  | 28.77 % |

|  | 0.00 % |

|  | 4.07 % |

|  | 4.35 % |

|  | 4.98 % |

|  | 34.78 % |

|  | 33.03 % |

|  | 12.11 % |

|  | 16.36 % |